# Vraignes-lès-Hornoy
Vraignes-lès-Hornoy (picardisch: Vraingne-lès-Hornoè) ist eine französische Gemeinde mit 95 Einwohnern (Stand 1. Januar 2022) im Département Somme in der Region Hauts-de-France. Sie gehört zum Arrondissement Amiens und zum Kanton Poix-de-Picardie.

## Geographie
Vraignes-lès-Hornoy liegt rund 2,5 Kilometer südlich von Hornoy-le-Bourg und 30 Kilometer südwestlich von Amiens, nahe der Autoroute A29, die das Gemeindegebiet im Süden schneidet.

## Einwohner

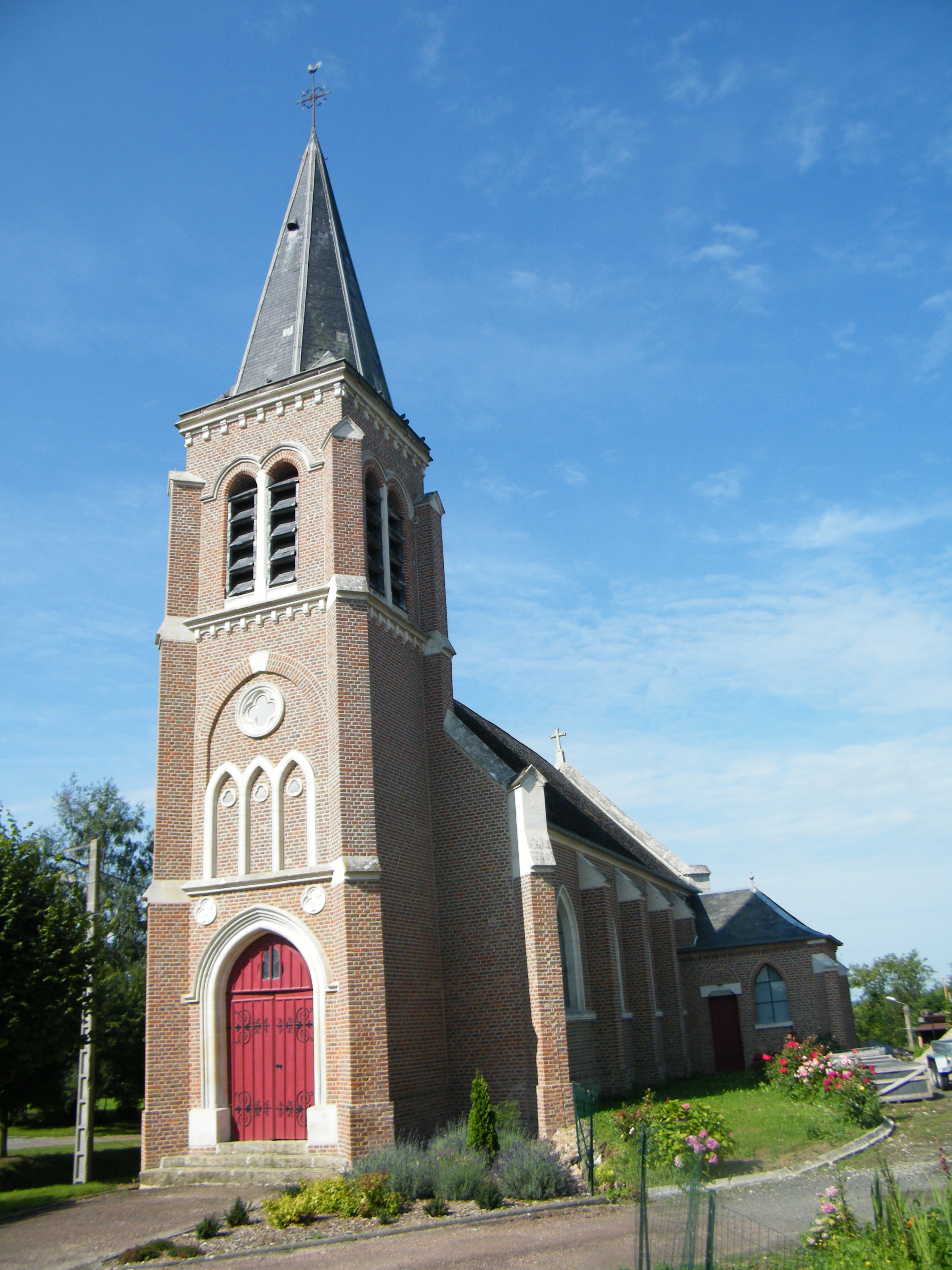
Kirche Saint-Valéry

| 1962 | 1968 | 1975 | 1982 | 1990 | 1999 | 2006 | 2011 |
| ---- | ---- | ---- | ---- | ---- | ---- | ---- | ---- |
| 106  | 111  | 96   | 92   | 87   | 82   | 89   | 86   |

## Sehenswürdigkeiten
- Kirche Saint-Valéry